# Korejská válka
Korejská válka byla válečný konflikt, který probíhal od 25. června 1950 do 27. července 1953 mezi Jižní Koreou podporovanou OSN a Korejskou lidově demokratickou republikou neformálně podporovanou Sovětským svazem a Čínskou lidovou republikou. Byla primárně důsledkem politického rozdělení Koreje podle dohody vítězných Spojenců v závěru tichomořské části druhé světové války. Od roku 1910 do konce druhé světové války v roce 1945 byl korejský poloostrov okupován Japonským císařstvím. Po porážce Japonska byl poloostrov pod sovětsko-americkým dohledem rozdělen podle 38. rovnoběžky na jižní část okupovanou Američany a severní část okupovanou Sověty.
V důsledku znemožnění svobodných voleb v severní části poloostrova v roce 1948 se vzájemné odcizení obou částí poloostrova prohloubilo. Na severu byl ustanoven komunistický režim vedený Kimem Ir-senem, zatímco na jihu byl ustanoven formálně demokratický režim, vedený Li Syn-manem. Napětí mezi oběma vládami se stupňovalo i přes pokračující rozhovory o znovusjednocení, incidenty na společné hranici se stupňovaly.
25. června 1950 situace eskalovala v otevřený konflikt, když severokorejské jednotky vpadly do Jižní Koreje. V roce 1950 Sovětský svaz bojkotoval zasedání Rady bezpečnosti OSN na protest proti zastoupení Kuomintangu – vlády Čínské republiky na Tchaj-wanu namísto Číny v této instituci. Absence Sovětského svazu v Radě bezpečnosti umožnila Spojeným státům prosadit rezoluci Rady bezpečnosti OSN schvalující vojenskou intervenci v Koreji.
Spojené státy americké vyslaly na Korejský poloostrov 302 tisíc vojáků, kteří spolu s menšími jednotkami dalších dvaceti států pomohli jihokorejským jednotkám invazi odrazit. Během prvních dvou měsíců byli tito obránci zatlačeni do Pusanského perimetru na jihovýchodě poloostrova. Protiofenzíva Spojených národů zatlačila Severokorejce naopak za 38. rovnoběžku až téměř k hranici s Čínou na řece Ja-lu. Na tuto situaci reagovala ČLR neformálním vstupem do konfliktu na straně Severokorejců a čínské jednotky vytlačily síly OSN zpět za 38. rovnoběžku. V červenci 1951 se původně dynamické boje změnily ve statickou zákopovou válku právě kolem 38. rovnoběžky.
Boje skončily 27. července 1953, kdy byla podepsána dohoda o příměří v Pchanmundžomu, která obnovila hranici kolem 38. rovnoběžky a vytvořila Korejské demilitarizované pásmo. Sovětský svaz před konfliktem a po celou dobu války výrazně materiálně podporoval armádu Severní Koreje a čínských dobrovolníků.

## Před válkou (1945–1950)

### Korea po 2. světové válce

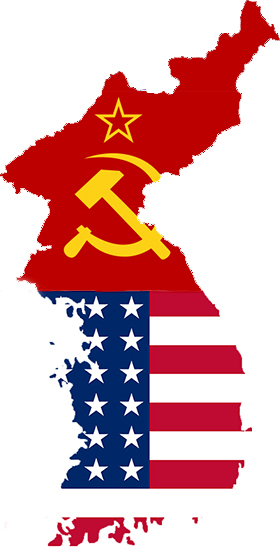
Rozdělená Korea

5. dubna 1945 Sovětský svaz vypověděl Pakt o neútočení s Japonskem a 8. srpna v souladu s ujednáním uzavřeným s USA vyhlásil Japonsku válku. Sovětská armáda vstoupila do Koreje, jež byla od roku 1910 kolonií japonského císařství, po souši od severu a americká armáda provedla invazi na Korejský poloostrov z jihu.
10. srpna 1945 v souvislosti s japonskou kapitulací se USA a SSSR dohodly na rozdělení podle 38. rovnoběžky s předpokladem, že japonská vojska severně od této demarkační čáry se vzdají Rudé armádě a kapitulaci jižních formací přijme velení americké. Prostor Korejského poloostrova tak byl dočasně rozdělen na dvě okupační zóny – na Severní Koreu s okupační správou Rudé armády a Jižní Koreu s okupační správou Armády Spojených států.
V prosinci 1945 okupační mocnosti podepsaly smlouvu o dočasné správě země. V obou částech byly ustaveny vlády. Na jihu poloostrova Spojené státy s podporou OSN provedly volby ovšem bojkotované levicí. Byla zvolena vláda, jejímž premiérem se stal Li Syn-man. Na severu sovětská armáda předala moc přímo komunistické vládě vedené Kim Ir-senem. Státy antihitlerovské koalice předpokládaly, že po nějaké době by se měla Korea sjednotit, jenže při propukající studené válce se nedokázaly dohodnout na podrobnostech sjednocení.
Proto v roce 1947 Organizace spojených národů na návrh amerického prezidenta Trumana bez podložení jakýmkoliv referendem nebo plebiscitem převzala zodpovědnost za budoucnost Koreje. V roce 1948 pak byla na základě rozhodnutí orgánů OSN vyhlášena Korejská republika na základě správy Armády Spojených států s dohledem OSN. Zanedlouho byla ustavena i Korejská lidově demokratická republika s komunistickým režimem podle sovětského vzoru, která však byla nelegitimním útvarem z hlediska OSN, protože Korejcům nebylo umožněno zvolit si svou reprezentaci. S počátkem studené války se Korea stala vedle Německa (a zvláště Berlína) jedním z center velmocenského soupeření. Rozhodující roli sehrály ambice a iluze jak korejských komunistů, tak vlády Korejské republiky.
Jihokorejský prezident Li Syn-man i generální tajemník severokorejské Strany práce Kim Ir-sen neskrývali své záměry sjednocení poloostrova pod vlastním vedením. Ústavy obou států, přijaté v roce 1948 jednoznačně prohlašovaly za cíl rozšíření své moci na celém území země. Příznačné je, že i severokorejská ústava prohlašovala za hlavní město Soul a Pchjong-jang byl formálně přechodným sídlem nejvyšších orgánů KLDR do „osvobození“ Soulu. Přitom v roce 1949 jak sovětská, tak americká vojska odešla z korejského území.
Vedení ČLR sledovalo s obavou zostřující se vztahy v Koreji. Mao Ce-tung byl přesvědčený, že americká intervence v Asii destabilizuje vztahy v oblasti a nepříznivě ovlivní jeho plány na rozbití sil Kuomintangu vedeného Čankajškem, usazující se na Tchaj-wanu.
12. ledna 1950 ministr zahraničí Spojených států Dean G. Acheson oznámil, že americký obranný perimetr v Tichomoří zahrnuje Aleutské ostrovy, japonské souostroví Rjúkjú a Filipíny. To znamenalo, že Korea nepatří do sféry nejvyšších státních zájmů USA. Tato skutečnost posílila odhodlání severokorejského vedení rozpoutat ozbrojený konflikt a pomohla přesvědčit Stalina o tom, že vojenské zapojení USA do korejského konfliktu je nepravděpodobné.

### Přípravy vpádu na Jih

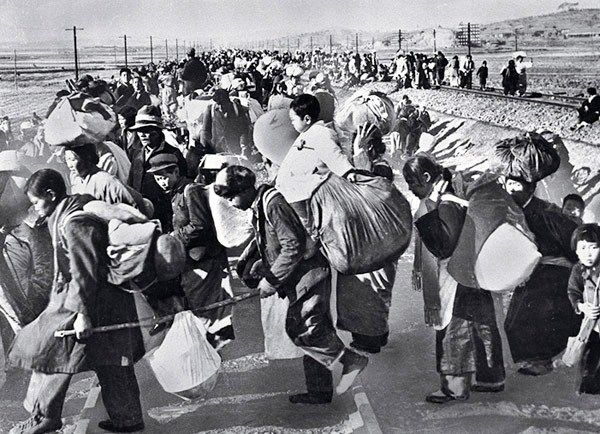
Stovky tisíc Jihokorejců uprchly na jih v polovině roku 1950 poté, co je severokorejská armáda napadla.

Podle tvrzení bývalého náčelníka operativy generálního štábu Korejské lidové armády Ju Son-čchola příprava k napadení Jižní Koreje započala již na podzim roku 1948 a závěrečné rozhodnutí padlo po setkání Kima Ir-sena a Stalina na jaře 1950. Od začátku roku 1949 se Kim Ir-sen začal obracet na sovětské vedení s prosbami o pomoc s plným přepadením Jižní Koreje. Zdůrazňoval, že vláda Li Syn-mana nedisponuje podporou obyvatelstva, a tvrdil, že příchod severokorejského vojska povede k masovému povstání, během něhož obyvatelé Jižní Koreje v součinnosti se severokorejskými jednotkami sami svrhnou tamní režim. Již v dubnu 1948 došlo k povstání na ostrově Čedžu, které jihokorejské jednotky potlačily za cenu desítek tisíc obětí.
Stalin s odkazem na nedostatečnou připravenost severokorejské armády a na možnost zásahu americké armády do konfliktu a rozpoutání totální války za použití jaderných zbraní raději těmto žádostem nevyhověl. Nejpravděpodobněji Stalin počítal s tím, že situace v Koreji může vést k nové světové válce. Nehledě na to SSSR dále poskytoval Severní Koreji velkou vojenskou pomoc a KLDR dále posilovala svou vojenskou sílu, organizovala armádu po sovětském vzoru a pod vedením sovětských vojenských poradců. Velkou roli hráli také etničtí Korejci z Číny, veteráni Lidové osvobozenecké armády Číny, kteří se souhlasem Pekingu přešli do služby v severokorejských ozbrojených silách. Takto počátkem roku 1950 severokorejské vojenské síly převyšovaly jihokorejské ve všech rozhodujících prvcích.
Nakonec po nemalém váhání a úporných ujišťováních od Kima vydal Stalin souhlas s provedením vojenské operace. Podrobnosti si odsouhlasili během návštěvy Kima Ir-sena v Moskvě v březnu a dubnu 1950. Na rozpracování plánu vpádu do Jižní Koreje se účastnil hlavní vojenský poradce v KLDR generálporučík Nikolaj Vasiljev. Dne 27. května sovětský velvyslanec v KLDR Terentij Štykov oznámil Stalinovi telegramem, že je všeobecný plán útoku dokončen a potvrzen Kimem Ir-senem.

## Válka

### Severokorejská invaze (25. června – 14. září 1950)

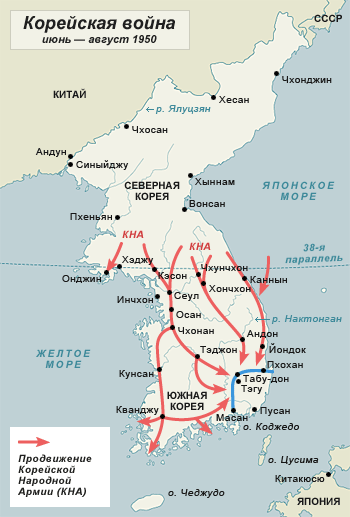
První útok Severu (červen až srpen 1950)

Před rozbřeskem pod dělostřeleckým krytím překročila severokorejská vojska hranici s jižním sousedem s cílem silou opětovně sjednotit obě země pod vedením Strany práce. Pozemní uskupení vojsk podle sovětských vojenských poradců sestávala ze 175 tisíc lidí

se 150 tanky Т-34/85 a 172 vojenskými letadly. Na straně Jižní Koreje bylo pozemní vojsko vycvičené americkými specialisty a vyzbrojené americkými zbraněmi čítající na začátku války 93 tisíc osob
prakticky bez obrněné techniky a disponovala sotva tuctem lehkých výcvikovo-bojových letounů. Vláda KLDR oznámila, že „zaprodanec“ Li Syn-man věrolomně vpadl na území Severní Koreje. Tažení severokorejské armády bylo v prvních dnech vesměs úspěšné. Již 28. června, po pouhých třech dnech, Severokorejci obsadili jihokorejské hlavní město Soul.
Hlavní směry útoku zahrnovaly také Kesong, Čchungčchong, Inčchon a Kjonggi. Soulské letiště Kimpcho bylo zcela zničeno, přesto však nebyl splněn hlavní cíl – blesková válka se nekonala a Li Syn-manovi a významné části jihokorejské reprezentace se podařilo zachránit a opustit město. Všeobecné povstání, na které spoléhalo severokorejské vedení, také nenastalo. Nicméně v půli srpna bylo 90 % území Jižní Koreje obsazeno armádou KLDR.

### Reakce USA a OSN
Zahájení války v Koreji bylo pro USA a západní země překvapení: doslova týden před ní, 20. června ministr zahraničí Acheson ve své zprávě pro Kongres USA oznámil, že válka je málo pravděpodobná. Truman se dozvěděl o začátku války po několika hodinách, protože odjel na dovolenou domů do Missouri а ministr zahraničí Acheson do Marylandu.
Nehledě na poválečnou demobilizaci americké armády, která podstatně oslabila její sílu v oblasti (s výjimkou Námořní pěchoty USA), Spojené státy stále ještě disponovaly velkým vojenským kontingentem pod velením generála Douglase McArthura v Japonsku. S výjimkou britského Společenství národů neměla v oblasti žádná země takovou vojenskou sílu. Zpočátku Truman přikázal McArthurovi zásobit výzbrojí jihokorejskou armádu a pod leteckým krytím evakuovat občany USA. Truman nepřijal rady svých spolupracovníků rozpoutat vzdušnou válku proti KLDR, ale dal rozkaz 7. loďstvu zajistit obranu Tchaj-wanu a tím skončil s politikou nevměšování do bojů čínských komunistů a Čankajškových jednotek. Vláda usazující se na Tchaj-wanu žádala o pomoc, ale vedení USA odmítlo.
OSN se rozhodla zakročit a komunistického útočníka vypudit z okupovaného území. Rezoluce Rady bezpečnosti OSN byla přijata díky absenci zástupce SSSR. Sovětský svaz přitom jednání rady bojkotoval kvůli požadavku na nahrazení reprezentanta Čínské republiky zástupcem komunistické Číny, která byla vyhlášena v říjnu 1949 pod názvem Čínská lidová republika. Na apel OSN vznikla koalice států v čele s USA, která měla proti Severní Koreji vést protiútok. Hlavním velitelem sil v Koreji byl jmenován generál MacArthur. První americké jednotky dorazily do Jižní Koreje již 1. července. Armáda Severní Koreje se poprvé s vojsky USA (a Jižní Koreje) střetla v bojích u Osanu 5. července. Američané se pak museli stáhnout.
Koncem léta vojska OSN[zdroj?] zahájila nekoordinovaný ústup k jihokorejskému přístavu Pusan, kde se měla znovu zformovat pro následující útok. Pod vedením generála Waltona Walkera, velitele pozemních vojsk, zde byl zřízen obranný perimetr, který měřil od Pusanu na sever přes 150 kilometrů. Severokorejská armáda dostala za úkol tento perimetr dobýt do začátku září.
Malé koaliční jednotky nestačily na to, aby bránily celou linii perimetru, ale díky zpravodajské službě, která včas upozorňovala na místa hlavních útoků severokorejských jednotek, situaci zvládly. Do perimetru postupně přicházely nové posily, včetně prvních britských vojáků. Severokorejské zásobovací linie byly navíc napadány ze vzduchu, takže se jejich útok začínal hroutit. V září již mělo koaliční vedení jistotu, že perimetr bude uhájen, a mohlo tak začít pomýšlet na ofenzivu.

### Protiútok OSN a USA (15. září – 24. října 1950)

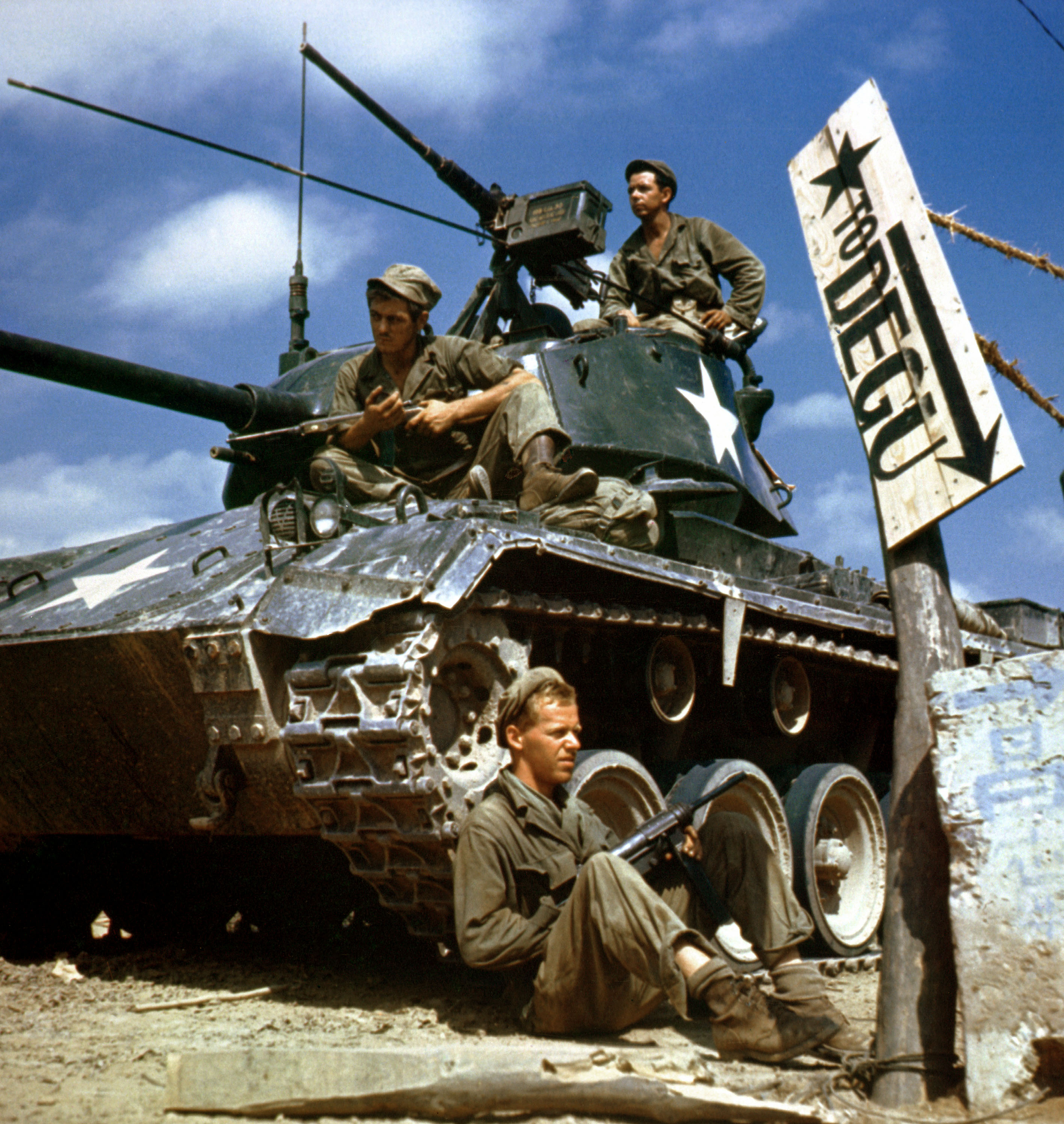
Posádka tanku M24 na frontě u řeky Nakdong, srpen 1950

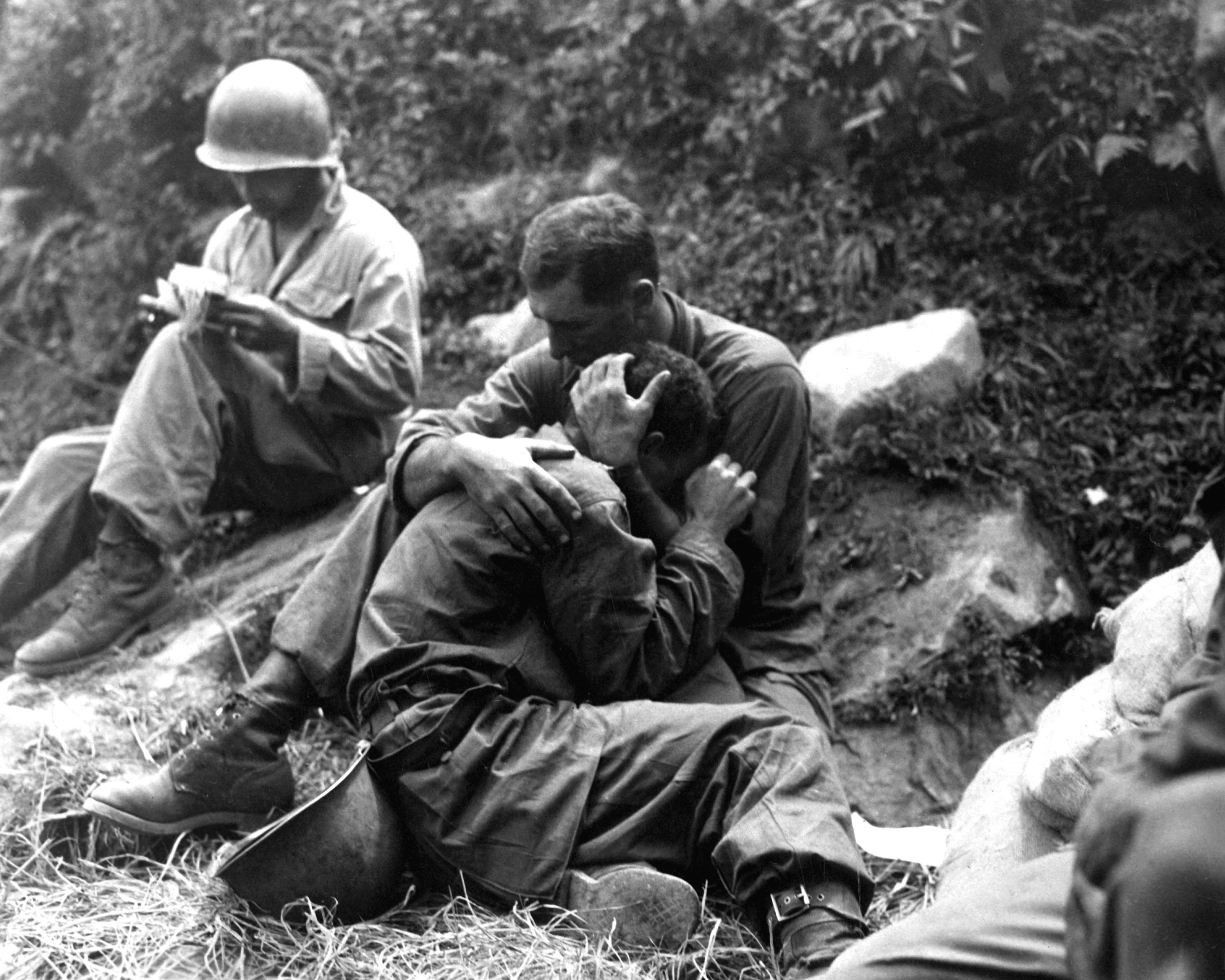
Člen US Marine Corps utěšuje zdrceného kamaráda

Americké jednotky pod vedením generála Douglase MacArthura uskutečnily 15. září vylodění u přímořského města Inčchon, vzdáleného přes 300 kilometrů od Pusanského perimetru. Operaci provedl 10. sbor námořní pěchoty pod velením generála Edwarda Almonda. I když se jednalo o riskantní akci, koaliční jednotky ji za cenu menších ztrát zvládly. Odtud pokračovaly na sever k Soulu. Při postupu přerušily severokorejské zásobovací a komunikační trasy. Na jihu ve stejné době prorazily jednotky z Pusanského perimetru nepřátelskými liniemi a mířily taktéž na sever. Následné dobývání Soulu 10. sborem si vyžádalo velké ztráty. I když koaliční vojska měla před nepřátelskými jednotkami značnou převahu, Severokorejci fanaticky bojovali až do totálního zničení svých jednotek.[zdroj?] 26. září si sem konečně probojovala cestu i vojska z Pusanského perimetru. Soul padl téhož dne. Do začátku října byly všechny zbývající Severokorejské jednotky vytlačeny z Jižní Koreje.
1. října žádala OSN Severní Koreu o okamžitou kapitulaci, Kim Ir-sen ji odmítl. Generál MacArthur 7. října dostal (po výhradách socialistických zemí)[zdroj?] od OSN povolení k útoku na Severní Koreu. Vojska OSN začala postupovat nepřátelským územím na sever k hranicím Severní Koreje s ČLR, přestože ČLR pohrozila, že takový postup by ji přiměl vstoupit do války. Pro tuto obavu americký prezident Harry S. Truman nařídil MacArthurovi, aby se jeho vojska raději nepřibližovala k řece Amnokkang (v čínštině Ja-Lu), která tvoří právě hranici mezi KLDR a Čínou. 16. října došlo k vylodění ve Wonsanu, 19. října jednotky OSN obsadily Pchjongjang (metropoli Severní Koreje), z něhož se podařilo Kim Ir-Senovi jen uniknout. Amerických vojsk se zmocňoval optimismus. Zbytky severokorejských jednotek se stáhly do hor na severu země u hranic s ČLR.

### Čína vstupuje do války (25. října 1950 – 24. ledna 1951)

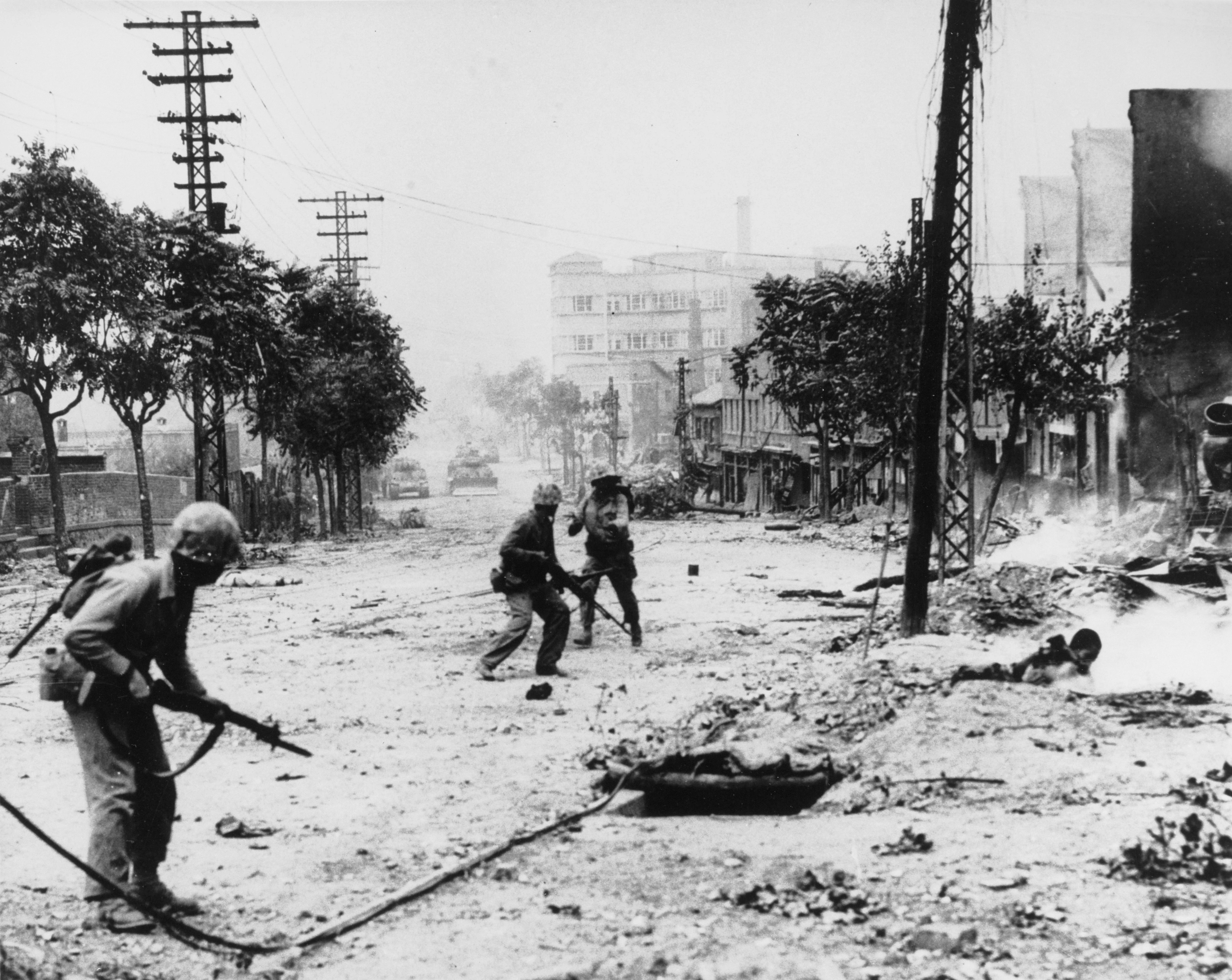
Pouliční boje v Soulu

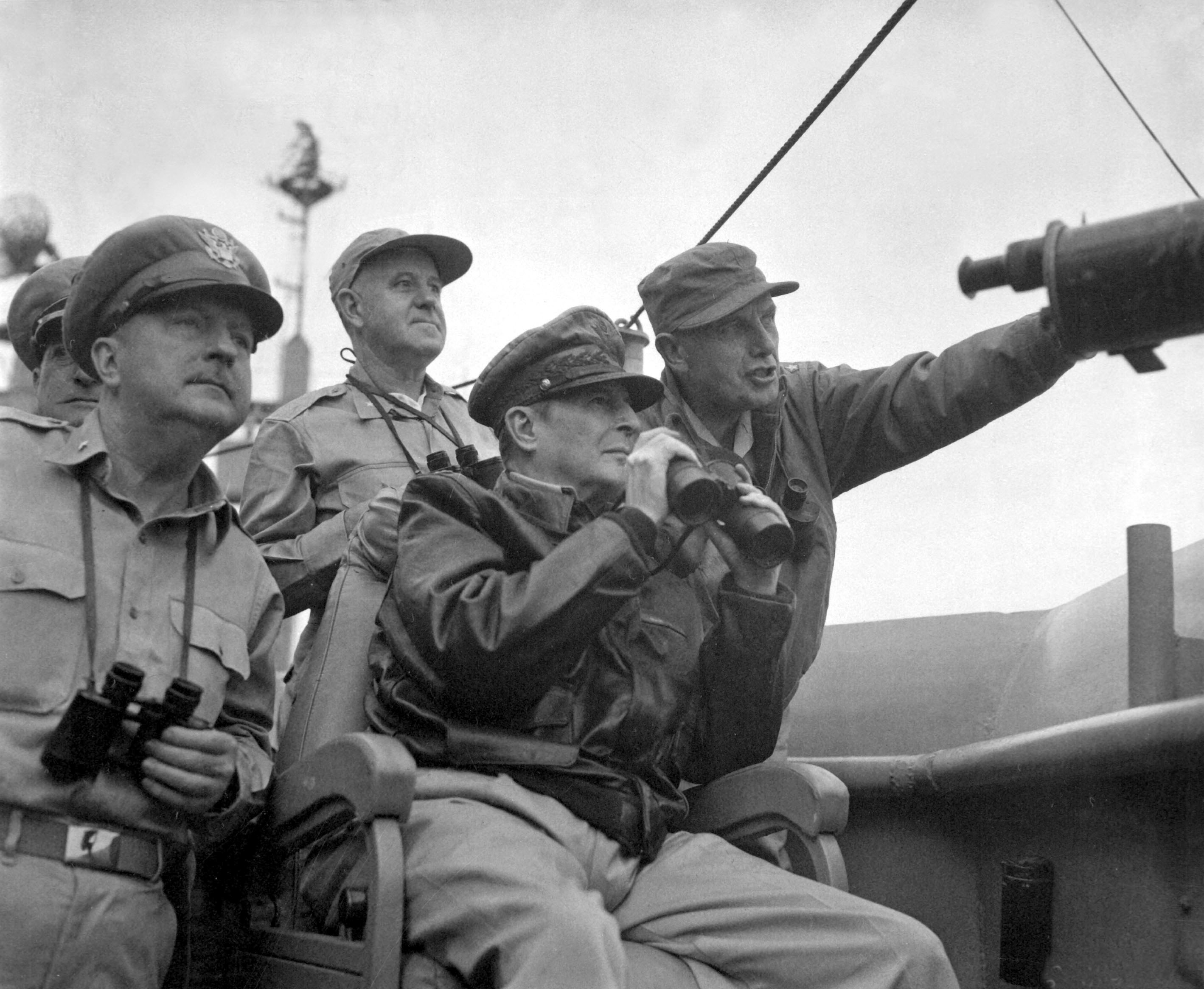
Douglas MacArthur sleduje průběh bitvy z paluby křižníku USS Mt. McKinley

Komunistická Čína vnímala postup jednotek OSN na sever velmi blízko ke svým hranicím jako vážné ohrožení vlastní bezpečnosti. V říjnu sem bylo dopraveno přibližně 500 000 dobrovolníků Čínské lidové osvobozenecké armády. 25. října se koaliční jednotky dostaly k hraniční řece Ja-lu. Ten den začaly přicházet první nejasné zprávy o potyčkách s čínskými vojáky. Američané s čínskými útoky vůbec nepočítali, a tak v jejich řadách zavládl zmatek. Teprve po dvou týdnech na nátlak OSN podala Čína prohlášení. Podle čínské strany se prý jednalo o dobrovolné vojáky, za něž Čína nemá zodpovědnost, ale v osvobozeneckém boji jim bránit nebude. To bylo klamné gesto, ve skutečnosti se jednalo o vojáky z řad Čínské lidové armády a dokonce i vojáky SSSR ve funkcích poradců.
Generál MacArthur nakonec vydal 24. listopadu rozkaz k útoku na řeku Ja-lu. Domníval se, že tím zasadí ČLA konečný úder a ukončí tím válku. V následujících dvou dnech na jednotky OSN zaútočila celá početná čínská armáda ukrytá v horách a naprosto je zdecimovala. 28. listopadu vydal MacArthur rozkaz k ústupu. Mezitím se ale jednotky OSN dostaly do obklíčení a za cenu těžkých ztrát si musely probojovat cestu zpět. Téměř stejné ztráty jako nepřátelé jim způsobil i mráz.[zdroj?] Námořní pěchota si probojovala cestu k přístavu Chungnam a odtud byla po moři evakuována.
Koncem prosince se po velmi nelítostných bojích uprostřed zimy jednotky OSN stáhly pod 38. rovnoběžku. Generál MacArthur se nemohl smířit s blížící se porážkou a navrhoval použití atomových zbraní proti ČLR, nebo mohutně bombardovat ČLR. Všechny jeho návrhy však byly zamítnuty a značně přispěly k jeho pozdějšímu odvolání.
Na nový rok naplánovala ČLR obnovit ofenzivu a dobýt celý Korejský poloostrov. Za tímto účelem byly do Severní Koreje poslány další početné jednotky. Na Silvestra roku 1950 podnikly jednotky Severní Koreje a ČLR – o síle téměř miliónu mužů – druhý útok na Jižní Koreu. Mezitím zahynul velitel koaličních pozemních vojsk Walton Walker a jeho nástupcem se stal Matthew Ridgway. Čínským jednotkám se podařilo proniknout hluboko za 38. rovnoběžku a 4. ledna dobýt Soul. Situace se pro vojska USA začala stávat kritickou. Hovořilo se o stažení koaličních vojsk z Koreje. Číně a KLDR bylo nabídnuto příměří, ale bylo odmítnuto.[zdroj?]

### Příměří (25. ledna 1951 – 27. července 1953)

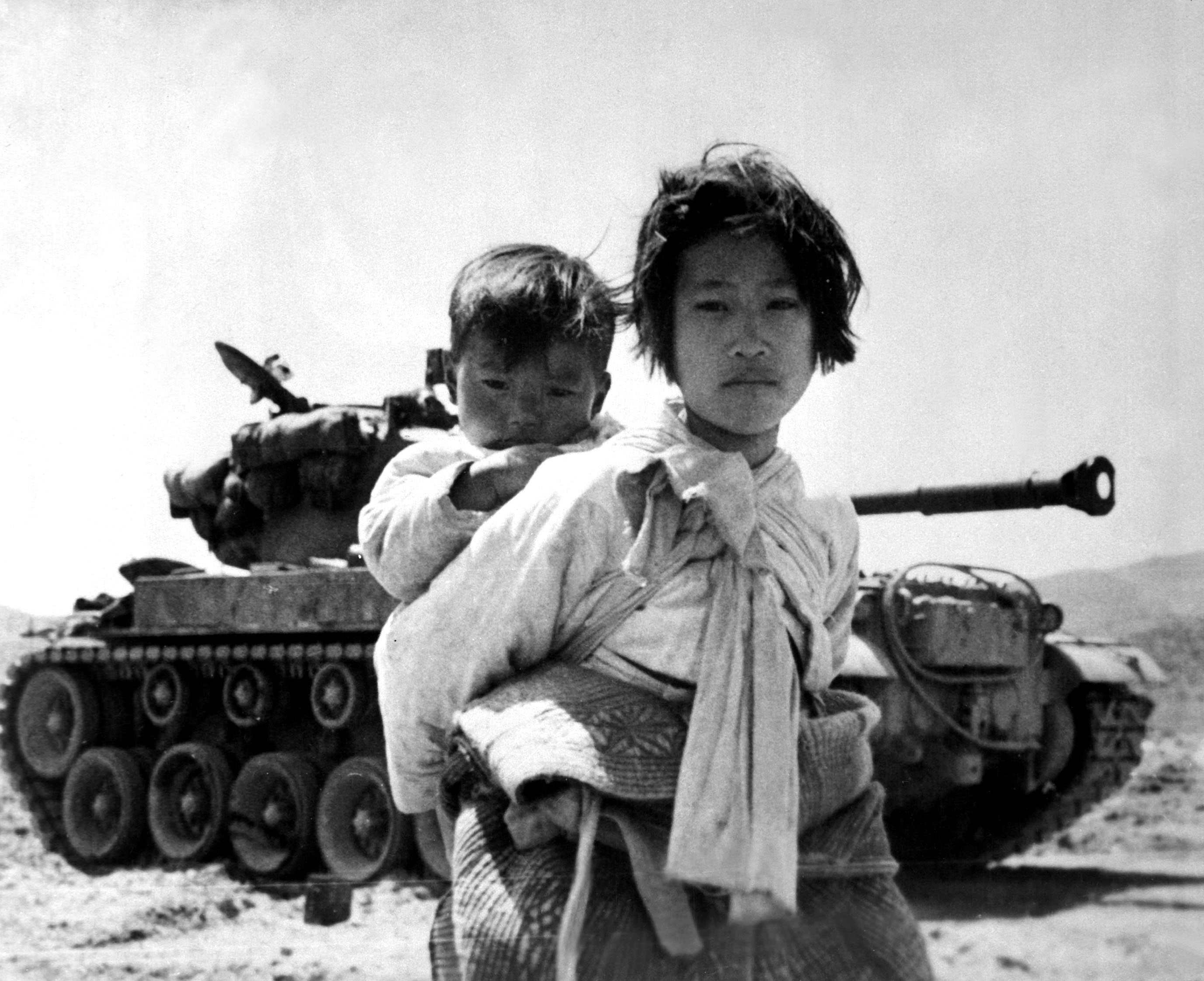
Váleční uprchlíci, v pozadí tank M46 Patton

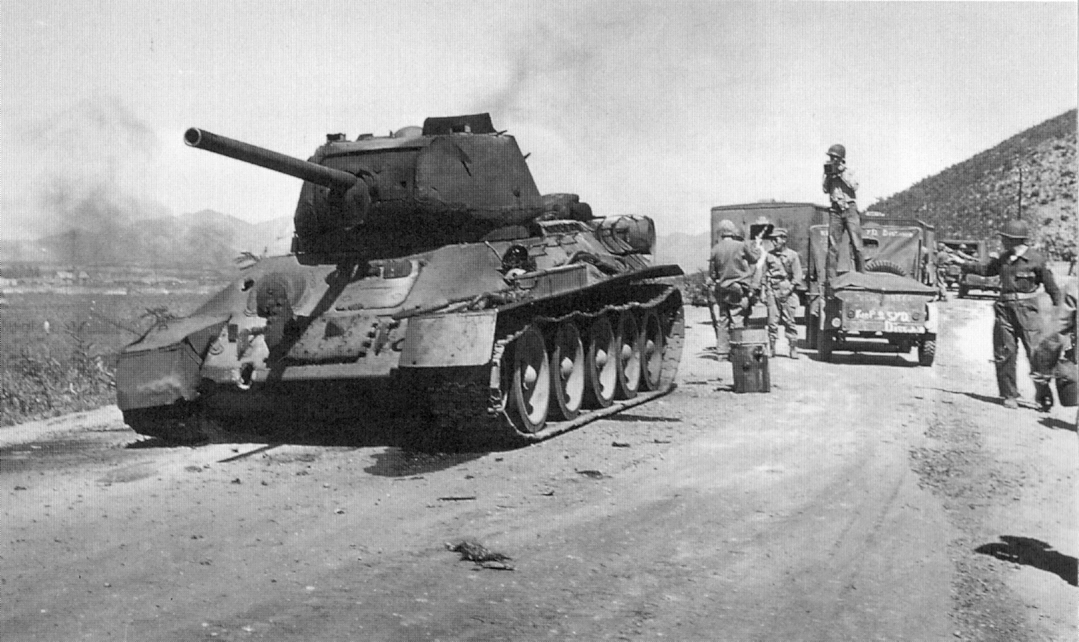
Zničený tank T-34 severokorejské armády, fotografie ze září roku 1950

25. ledna 1951 se vše znovu obrátilo. Do boje nyní významně zasáhl generál Ridgway. Zřídil linii vojsk od pobřeží k pobřeží a za leteckého a dělostřeleckého bombardování začal pomalu postupovat k severu. Později byla tato taktika nazvaná „Ridgwayův mlýnek na maso“. Proti početným, ale slabě vyzbrojeným čínským jednotkám se tato taktika ukázala jako účinná. 15. března byl Američany znovu dobyt Soul a za týden byla čínská vojska zatlačena za 38. rovnoběžku.

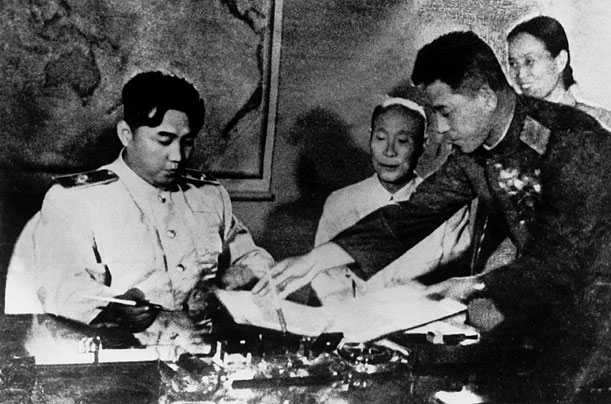
Kim Ir-sen podepisuje dohodu o příměří (1953)

MacArthur prosazoval pokračování ve válce, vytlačení komunistů ze Severní Koreje a rozšíření války do Číny. Poté, co se pustil do kritiky tehdejšího amerického prezidenta Harryho Trumana, který s ním nesouhlasil a nabádal ke zdrženlivosti, byl odvolán. Vedením války byl pověřen právě Ridgway. V květnu se ještě Číňané pokusili jarní ofenzivou prorazit americkou linii, ale bez úspěchu. V létě se válka změnila na zákopovou a strnula v patovém stavu na 38. rovnoběžce.
Po delším vyjednávání byla 8. června 1953 uzavřena v Kesonu Dohoda o výměně válečných zajatců. Dohoda předpokládala vytvoření repatriační komise složené ze zástupců delegovaných Polskem, Československem, Švédskem, Švýcarskem a Indií.

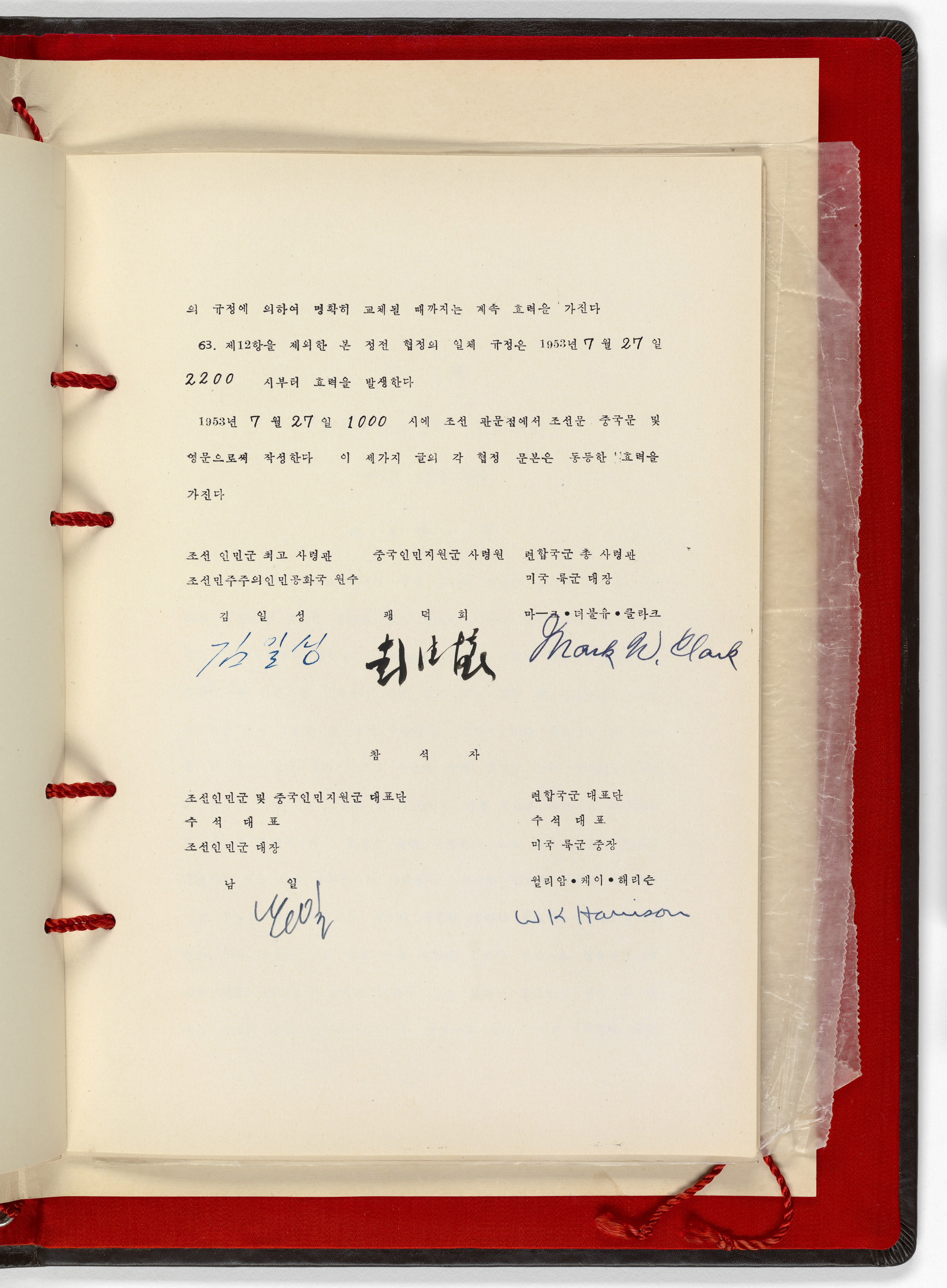
Dohoda o příměří v korejštině

10. července 1951 byla zahájena jednání o příměří, ale protáhla se ještě na dva dlouhé roky, během níž se stále bojovalo s velkými ztrátami na životech, ale fronta se téměř neposunula dále. V mírových jednáních se odrážela studená válka. Každou chvíli se jednání ocitala na mrtvých bodech, obě strany se vzájemně obviňovaly. Mezitím se v Indočíně rozpoutala Indočínská válka, Harryho Trumana na postě prezidenta Spojených státu vystřídal Dwight Eisenhower a zemřel sovětský diktátor J. V. Stalin. 20. července byla konečně stanovena demarkační linie pár kilometrů severně od 38. rovnoběžky a kolem ní demilitarizované pásmo. 27. července 1953 v 10:00 dopoledne podepsala OSN s představiteli Severní Koreje a Číny v Pchanmundžomu „Dohodu o příměří“. Ta nicméně nabývala platnosti až v 22:00 téhož dne. Posledních 12 hodin tedy obě strany využily k maximálnímu útoku. Na poslední chvíli se tak nepatrně změnilo zabrané území. Ve 22:00 bylo konečně dosaženo klidu zbraní.
Signatáři dohody o příměří:
- William K. Harrison (OSN)
- Mark W. Clark (OSN)
- Nam Il (KLDR)
- Kim Ir-sen (KLDR)
- Pcheng Te-chuaj (ČLR)

Jižní Korea nikdy nepodepsala dohodu o příměří. Prezident I Sung-man ji odmítl přijmout, protože se nepodařilo sjednotit Koreu silou. Čína normalizovala vztahy a podepsala mírovou smlouvu s Jižní Koreou až v roce 1992. V roce 1994 Čína vystoupila z Komise pro vojenské příměří, čímž v podstatě ponechala Severní Koreu a velení OSN jako jediné účastníky dohody o příměří. V roce 2011 Jižní Korea uvedla, že Severní Korea porušila příměří 221krát.

### Zločiny proti civilnímu obyvatelstvu

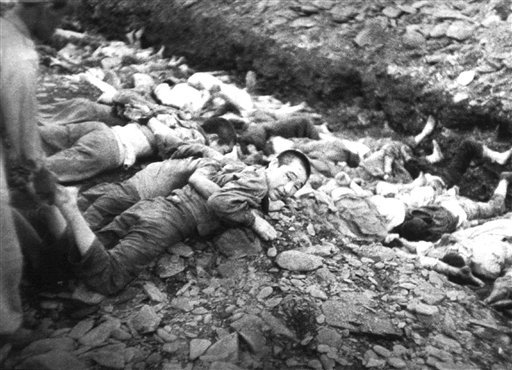
Jeden z vězňů těsně před popravou nedaleko města Tedžon v Jižní Koreji

Většina obětí války pocházela ze Severní Koreje, kam dopadla většina bomb USA, včetně 32 557 tun napalmu.
V červenci roku 1950 provedla jihokorejská vojenská policie hromadné popravy politických vězňů, které podezřívala ze sympatií ke komunistům. 3000–7000 politických vězňů bylo popraveno u města Tedžon a nejméně 1800 nedaleko Soulu. Celkem se odhaduje, že přibližně 100 000 politických vězňů bylo většinou bez soudu popraveno v polovině roku 1950.
Vojenská policie a pravicové paramilitantní jednotky popravily tisíce levicových politických vězňů a rolníků v roce 1950. Američané o těchto zločinech věděli, avšak neintervenovali. Generál MacArthur se snažil omezit masové zabíjení a předal informaci do Pentagonu a na americký konzulát v Jižní Koreji. Pentagon informace zatajil na více než půl století. Americký velvyslanec v Jižní Koreji John J. Muccio později napsal, že nutil jihokorejské úřady, aby popravy probíhaly humánně a podle zákona.
Diplomat za Spojené státy, Gregory Henderson, se dostal po válce k záznamům vypovídajících o hromadných masakrech více než 100 000 proseverních politických vězňů.
Síly vyslané do Koreje z USA používaly nějaký čas taktiku „Nejdřív střílej, pak se ptej“ proti každému civilnímu uprchlíkovi blížícímu se k americkým bojovým pozicím. Tato „taktika“ vedla 26. července 1950 k masakru ve vesnici No Gun Ri, kde americké síly povraždily podle odhadů 200–400 civilistů v podezření, že se mezi nimi ukrývají nepřátelští partyzáni.
Severokorejské jednotky se také dopouštěly hromadných masakrů, a to jak civilistů podezřelých ze sympatií k Jižní Koreji, tak zajatých či zraněných vojáků. Například po obsazení Soulu Severokorejci 28. června 1950 bylo v univerzitní nemocnici postříleno či ubodáno bajonety na 150 zraněných jihokorejských vojáků.

## Výsledek války

Změny území

Ve válce bylo zabito, zraněno nebo pohřešováno 2,5 milionu Korejců, zemřelo přes 33 000 Američanů a 3 000 příslušníků vojsk OSN.[zdroj?] Zabito nebo zraněno bylo také kolem 900 000 Číňanů.[zdroj?] Po třech letech války zůstala dělicí čára mezi Korejemi skoro tam, kde byla na začátku – trochu severněji od 38. rovnoběžky.
Válka způsobila nepopularitu prezidenta Trumana u americké veřejnosti a z dalších prezidentských voleb odstoupil již po prohraných primárkách v New Hampshiru.

## Korejská válka v kultuře
Společnost na Korejskou válku na dlouhá léta zapomněla. V 70. letech ji připomněl komediální seriál M*A*S*H.
V roce 1955 byl natočen režisérem Ivanem Fričem československý propagandistický dokumentární film Rozdělená země.

## Poválečný vývoj

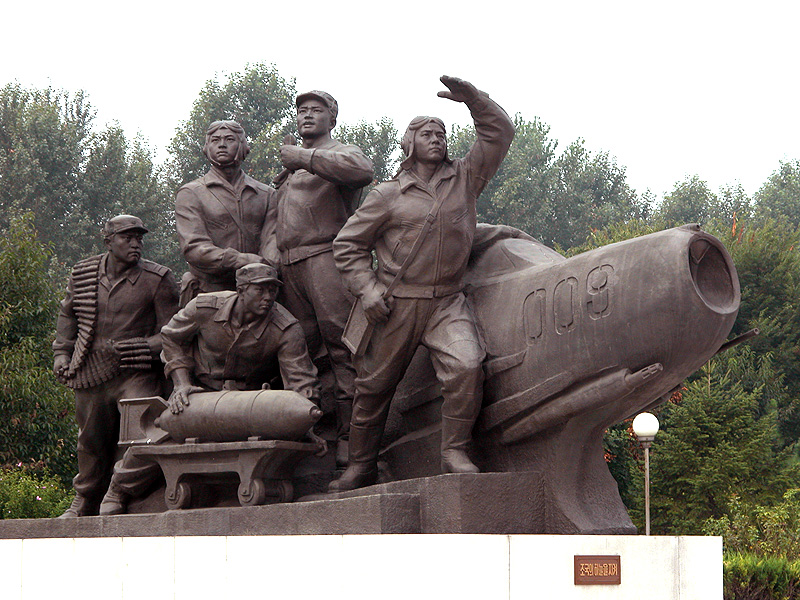
Severokorejský válečný památník

Vojenské akce byly roku 1953 ukončeny jen na základě smlouvy o příměří a mírová smlouva nebyla uzavřena dodnes, takže formálně jsou oba státy stále ve válečném stavu.
Mezi Korejemi bylo vybudováno demilitarizované pásmo, které bylo obehnáno ploty z ostnatého drátu. Kolem tohoto pásma drží neustálou hlídku vojska Severní i Jižní Koreje. Toto demilitarizované pásmo je často označováno jako nejhlídanější hranice na světě.
Občas stále dochází k menším ozbrojeným incidentům – zejména na moři, protože smlouva o příměří definuje hranici mezi Korejemi v pobřežních vodách dosti nejasně. Dne 27. května 2009 Severní Korea oznámila, že se příměřím již necítí vázána a neručí za bezpečnost cizích lodí v Severní Koreou nárokované části Žlutého moře. Značnou mezinárodní pozornost vzbudilo potopení jihokorejské korvety Čchonan 26. března 2010, které bylo podle závěru mezinárodní vyšetřovací komise způsobeno severokorejským torpédem. Severní Korea podíl na potopení lodi popírá.
Dalším zdrojem napětí je severokorejský vývoj jaderných zbraní.
Všechny dohody o vzájemném neútočení byly Severní Koreou jednostranně vypovězeny dne 8. března 2013 poté, co Rada bezpečnosti OSN uvalila na Severní Koreu další sankce kvůli jejímu třetímu jadernému testu.

### Válečná technika v Koreji

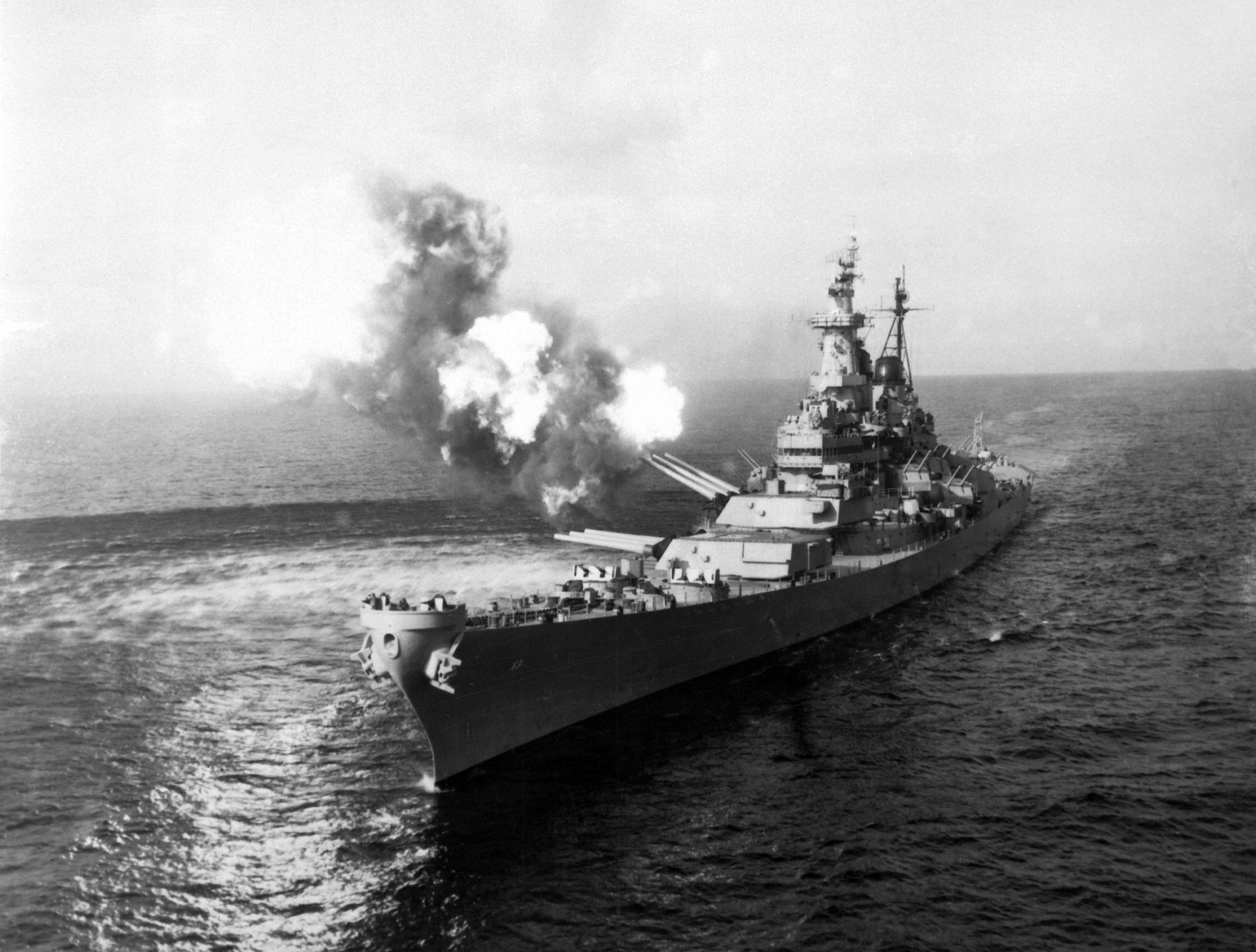
USS Missouri ostřeluje pobřeží
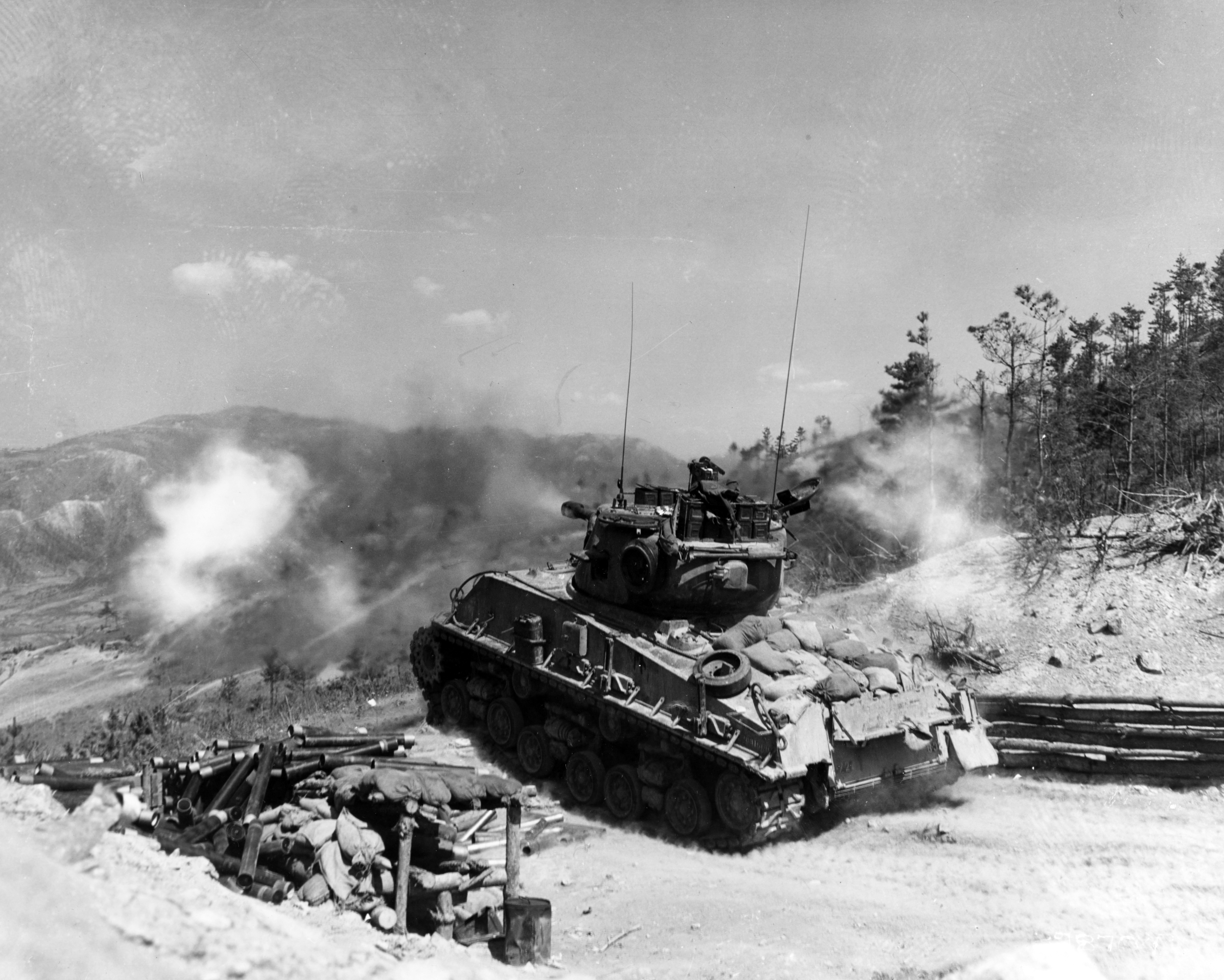
Útočící tank M4 Sherman s podporou pěchoty
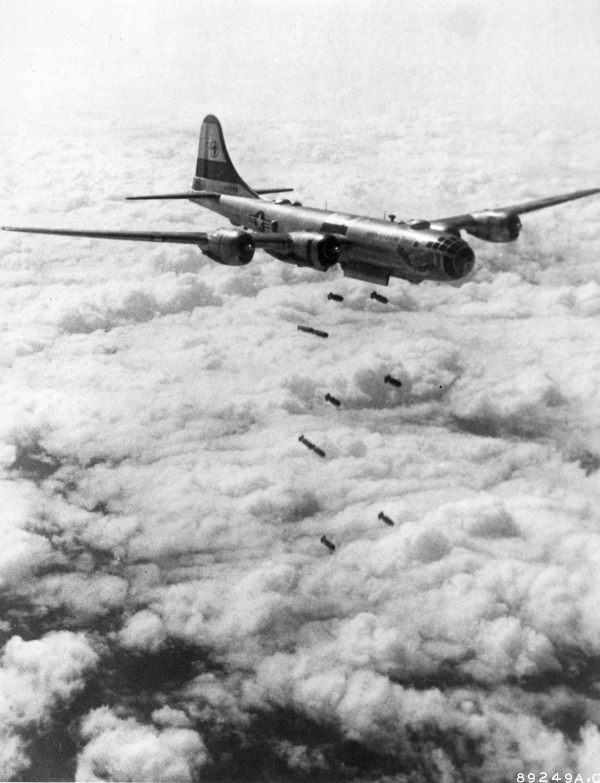
B-29 při bombardování cíle v Koreji
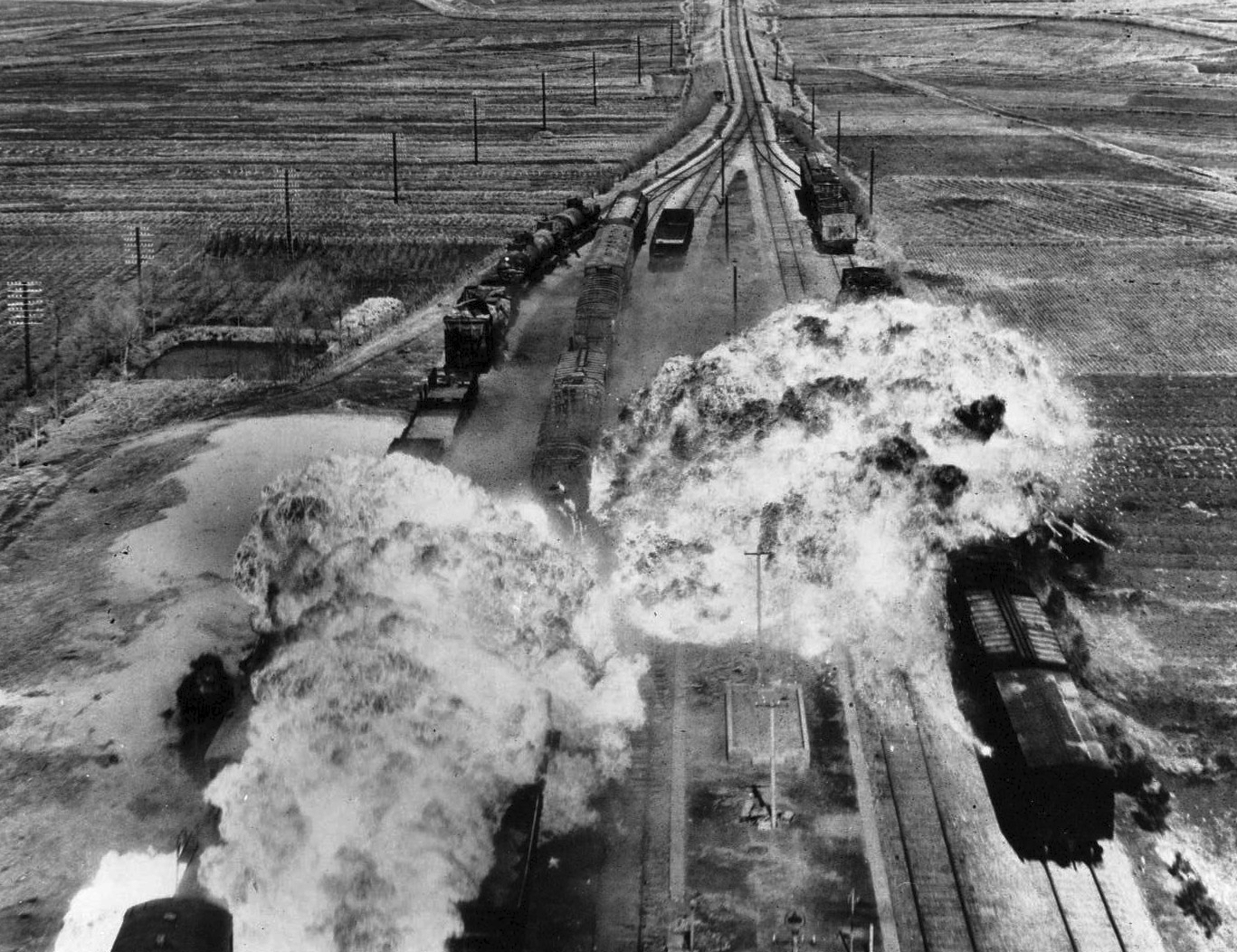
Americké síly ničí vlaky nedaleko přístavu Wonsan v Severní Koreji
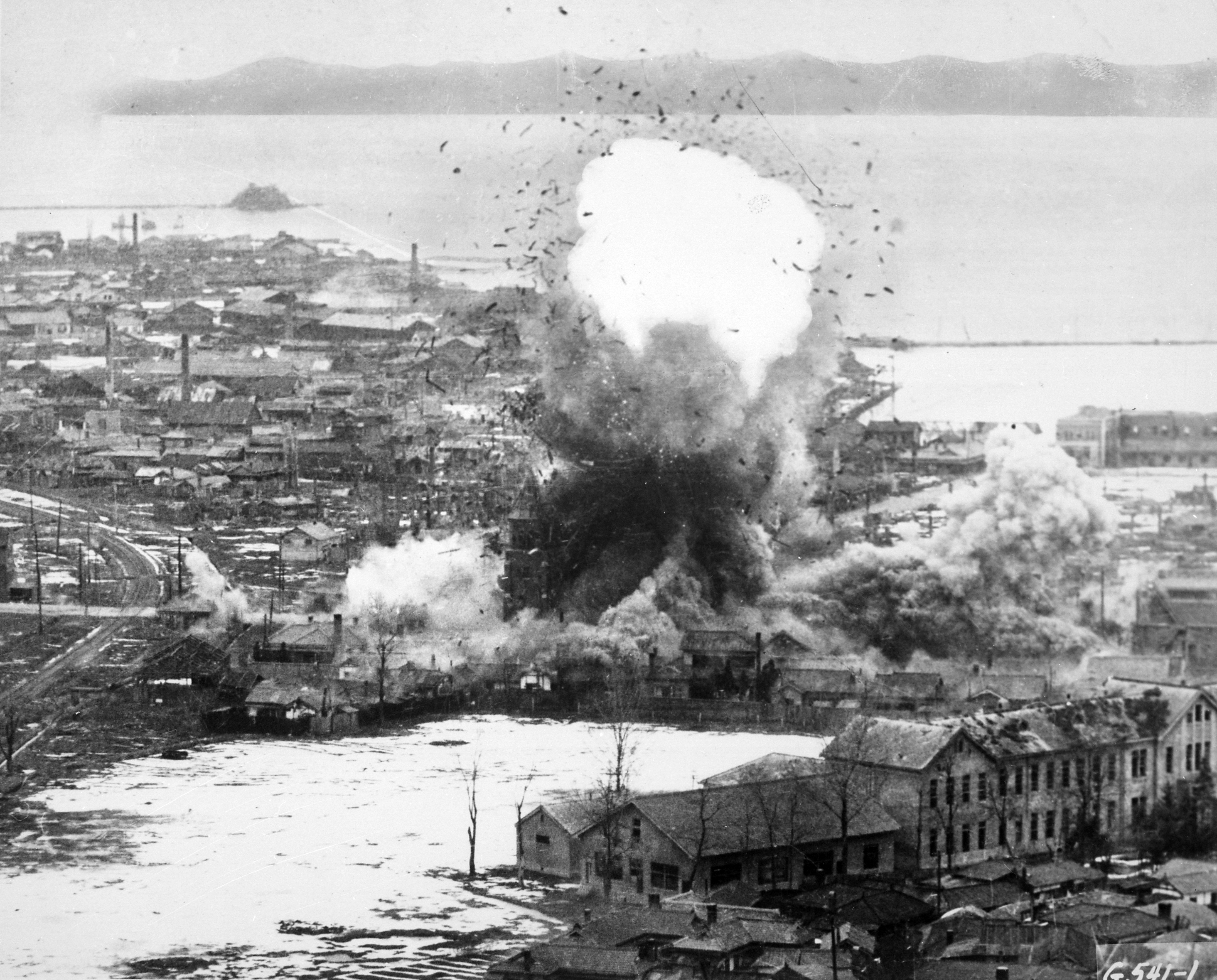
Letouny B-26 Invader bombardují sklady ve Wonsanu, 1951
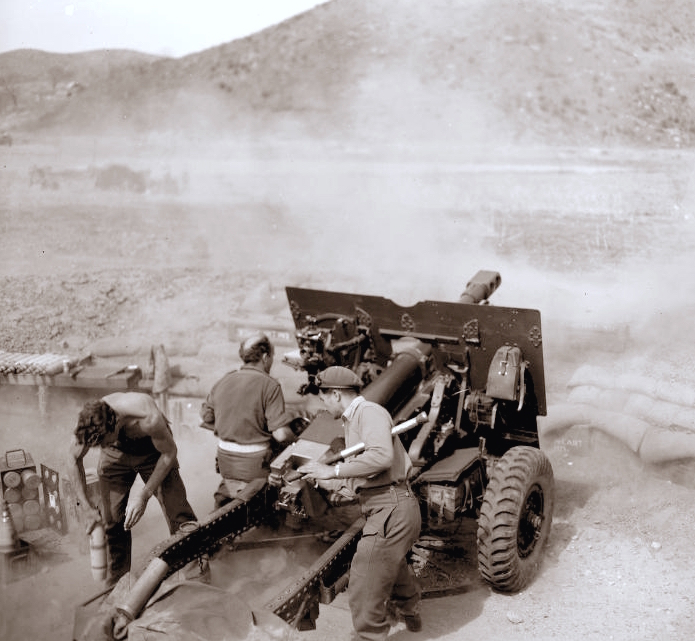
Novozélandské 25liberní dělo v akci, 1952
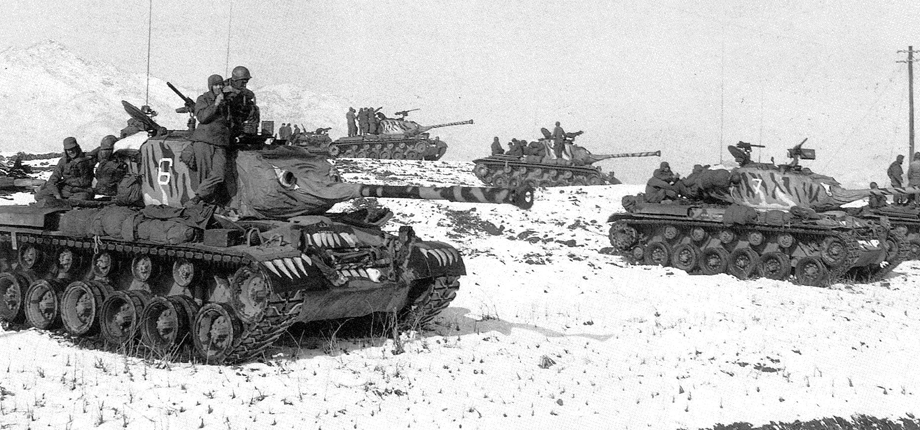
Tanky M46 v tygří kamufláži

## Odborná literatura ke korejské válce
- NÁLEVKA, Vladimír, Stalinova hra o Zemi jitřní svěžesti: Korejská válka 1950–1953, Praha: Nakladatelství Epocha 2022.
- Catchpole, B., Korejská válka 1950-53, Praha 2003. ISBN 80-7341-073-7
- Makowski, A. –  Kubika, K., Korea 1950-1953 - Boje na moři, Praha 2004. ISBN 80-206-0722-6
- Wagner, Edward W., Dějiny Koreje, Praha 2001. ISBN 80-7106-411-4

## Marxistická literatura ke korejské válce
- Kim, Ir-sen, Velká osvobozenecká válka korejského lidu za svobodu a nezávislost, Praha 1952.
- Bernášek, V., Korea - Válka v Koreji, Praha 1952.
- Isaakovna Šabšina, F., Korea v boji, Praha 1950.
- Jak byla připravena válka v Koreji, Praha 1951.
- Hrdinové bojující Koreje, Praha 1952.